# Partia (wojsko)
Partia – doraźnie zorganizowany oddział wojska I Rzeczypospolitej  składający się zazwyczaj z kilku-kilkunastu chorągwi  jazdy organizacyjnie przyporządkowanych różnym pułkom.
Na czele partii stał regimentarz mianowany przez hetmana. Regimentarz wykonywał określone zadania bojowe lub sprawował dowództwo nad chorągwiami rozłożonymi w danym rejonie na leżach zimowych.
W 1765 roku Komisja Wojskowa Koronna podzieliła cała jazdę polskiego autoramentu na partie.